# 日本模型

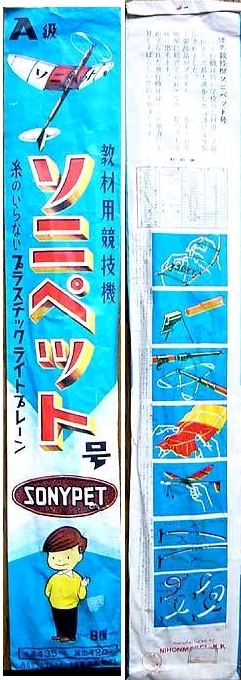
1953年製造・ニチモ製ゴム動力ライトプレーン

日本模型（にっぽんもけい、英文：Nichimo co.,ltd） とは、日本の模型メーカーである。

## 概要
会社の正式名称は「日本模型株式会社」で、栃木県佐野市久保町135に所在する。

## 歴史
1951年に日本模型航空機工業として創業。当初はゴム動力のライトプレーンなどを製造していた。マルサン商店・ノーチラス号が発売された翌年の1959年にプラモデル業界に進出、自社開発の自動浮沈装置付きのプラモデル・伊号潜水艦を発売した。

### 沿革
- 1959年 - 自動浮沈式の特許出願・模型「伊号潜水鑑」を発売。
- 1960年 - 1/750戦艦「大和」(300円) を発売。大ヒット。
- 1967年 - ミュージックシリーズを発売。
- 1968年 - 1/200戦艦「大和」を発売。
- 1971年 - 1/20「富士 FA-200 エアロ・スバル」を発売。
- 1960年代-1970年代 - 30センチ艦船シリーズ、リモコン戦車シリーズを発売。
- 1980年代 - 茶運び人形を製品化。

## 製品

### プラモデル全盛期
創業期から自社オリジナルSF戦車を始め、スケールモデルの1/20・1/12カーモデル、1/120 - 1/48飛行機モデル、1/30・1/35電動リモコン戦車モデルなど魅力ある製品を多く送り出していた。オイルショック前の1973年当時、社内に設計開発、金型の製作、成形、出荷という一貫体制を整え、AFVブームや安定したスケールモデル、大きさを30cmに統一した「30センチシリーズ」などの艦船模型の人気が続き、年間売り上げは約10億円に達してプラモデル業界25%のシェアーを得る大手メーカーになるまでに成長した。1970年代からはスケールカーモデルを中心にモデル化しており、自動車模型の歴史を支えてきた功績は大きく、精巧な完成度は今でもモデラーやコレクターらから高く評価されている。

### 艦船模型
1971年にウォーターラインシリーズが始まるまでは、当時の水準での考証・ディテール・ディフォルメの良さ、豊富なバリエーションで艦船モデルではニチモがトップメーカーだった。
当時、ニチモ金型設計部門に在籍した森恒英は、名作として名高い1/200-戦艦大和、1/300-航空母艦信濃を始め、 各スケール・シリーズ艦船モデル設計に携わり、「艦船のニチモ」のブランドイメージ作りに寄与する。
森はニチモを退社後独立し、タミヤの「軍艦雑記帳」の解説や軍艦関連の本の出版に携わった。本書は現在でも艦船モデルのディテールアップの貴重な資料・バイブルとして愛読され続けている。また、ウォーターラインシリーズが模型市場での一定の需要を満たし、今日まで続く超ロングセラーとなっている事も、森の功績によるところが大きい。

### スケールモデル衰退期
自動車、飛行機などスケールモデル人気が沈静化し、ガンプラ全盛の1982年、超時空要塞マクロスのピタバンシリーズで小スケールキャラクターモデルに参入する。その後1980年代中頃まではモーターライズカーモデル等の新製品開発は続いていたが、スケールモデル「冬の時代」を迎え、更に先代の社長が引退して以降は金型開発コストに見合う販売数が見込めず新規開発はストップし、過去の模型の再生産・箱変え新製品の販売を続ける事になる。
2000年代に入り、精密さがアップしたAFV・航空機モデルの人気が再燃したが、すでに新規開発部門を失っていたニチモは、静岡ホビーショーでも旧作「箱絵」展示がメインとなり、再生産も行われる商品がごく僅かであった。金属ギアボックス部品を使用するリモコン戦車などは、下請け製造メーカーの廃業で再発売が困難という事情もあった。このため、模型だけでなく工業向けプラスチックパイプやバケツ等の射出成形で利益を確保した。

### 模型部門の廃業
2013年9月をもって、プラモデルを含む模型部門の活動が休止された。残存する数少ない金型の劣化が進行しており、収益の確保も困難なことから再開の目途は立たず事実上の廃業となった。なお工業向けプラスチックパイプやバケツ等の射出成形は継続され、会社としては存続している。